# Светско првенство у фудбалу за жене 2015. − група Е
Група Е ФИФА Светског првенства за жене 2015. била је једна од шест групе репрезентација које су се такмичиле на Светском првенству за жене 2015. Групу су чинили Бразил, Јужна Кореја, Шпанија и Костарика. Утакмице су одигране од 9. до 17. јуна 2015. године.

## Репрезентације групе Е
| Позиција на извлачењу | Репрезентација | Конфедерација | Начин квалификовања                           | Датум квалификовања | Укупно учешћа | Последње учешће | Најбољи резултат      | ФИФА рангирање на почетку првенства |
| --------------------- | -------------- | ------------- | --------------------------------------------- | ------------------- | ------------- | --------------- | --------------------- | ----------------------------------- |
| Е1 (носилац)          | Бразил         | Конмебол      | Копа Америка за жене − победник               | 26. септембар 2014. | 7.            | 2011            | Другопласирани (2007) | 7                                   |
| Е2                    | Јужна Кореја   | АФК           | АФК Куп Азије за жене − 4. место              | 17. мај 2014.       | 2.            | 2003            | Групна фаза (2003)    | 18                                  |
| Е3                    | Шпанија        | УЕФА          | УЕФА група 2 − победник                       | 13. септембар 2014. | 1.            | —               | —                     | 14                                  |
| Е4                    | Костарика      | Конкакаф      | Конкакафов шампионат за жене − другопласирани | 24. октобар 2014.   | 1.            | —               | —                     | 37                                  |

## Табела
| Pos | Тим          | О | П | Н | И | ГД | ГП | ГР | Бод. | Qualification                   |
| --- | ------------ | - | - | - | - | -- | -- | -- | ---- | ------------------------------- |
| 1   | Бразил       | 3 | 3 | 0 | 0 | 4  | 0  | +4 | 9    | Квалификовала се за нокаут фазу |
| 2   | Јужна Кореја | 3 | 1 | 1 | 1 | 4  | 5  | −1 | 4    | Квалификовала се за нокаут фазу |
| 3   | Костарика    | 3 | 0 | 2 | 1 | 3  | 4  | −1 | 2    |                                 |
| 4   | Шпанија      | 3 | 0 | 1 | 2 | 2  | 4  | −2 | 1    |                                 |

У осмини финала:
- Бразил је играо са Аустралијом (другопласирани тим у групе Д).
- Јужна Кореја је играла са Француском (победница групе Ф).

## Утакмице

### Шпанија и Костарика
| Шпанија           | (1 : 1)  | Костарика            |
| ----------------- | -------- | -------------------- |
| - Вики Лосада 13’ | Извештај | - Ракел Родригез 14’ |

| Шпанија | Костарика |

### Бразил и Јужна Кореја
| Бразил                           | (2 : 0)  | Јужна Кореја |
| -------------------------------- | -------- | ------------ |
| - Формига 33’ - Марта 53’ (пен.) | Извештај |              |

| Бразил | Јужна Кореја |

### Бразил и Шпанија
| Бразил                       | (1 : 0)  | Шпанија |
| ---------------------------- | -------- | ------- |
| - Андреса Алвес да Силва 44’ | Извештај |         |

| Бразил | Шпанија |

### Јужна Кореја и Костарика
| Јужна Кореја                            | (2 : 2)  | Костарика                                |
| --------------------------------------- | -------- | ---------------------------------------- |
| - Ји Со-јун 21’ (пен.) - Јеон Га-ел 25’ | Извештај | - Мелиса Ерера 17’ - Карла Виљалобос 89’ |

| Јужна Кореја | Костарика |

### Костарика и Бразил
| Костарика | (0 : 1)  | Бразил                |
| --------- | -------- | --------------------- |
|           | Извештај | - Ракел Фернандес 83’ |

| Костарика | Бразил |

### Јужна Кореја и Шпанија
| Јужна Кореја                      | (2 : 1)  | Шпанија              |
| --------------------------------- | -------- | -------------------- |
| - Чо Со-хјун 53’ - Ким Со-јун 78’ | Извештај | - Вероника Бокет 29’ |

| Јужна Кореја | Шпанија |